# Sorex buchariensis
Espèce
Statut de conservation UICN

 DD  : Données insuffisantes
Sorex buchariensis est une espèce de mammifères de la famille des Soricidae, sous-famille des Soricidae.